# Muestreo estratificado

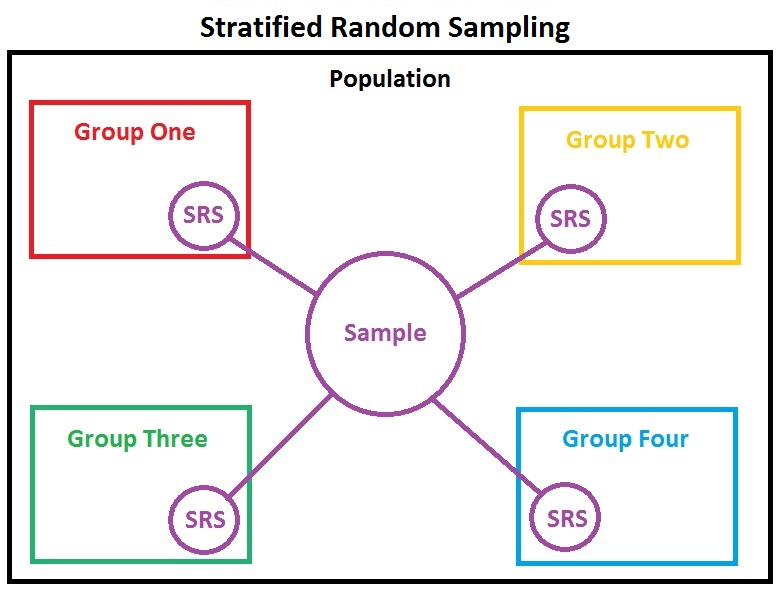
Se toma una muestra aleatoria estratificada dividiendo primero la población en grupos (estratos) homogéneos (similares entre sí) que son distintos entre sí, es decir. El Grupo 1 es diferente al Grupo 2. Luego elija una SRS (muestra aleatoria simple) separada de cada estrato y combine estas SRS para formar la muestra completa. El muestreo aleatorio estratificado se utiliza para obtener muestras insesgadas.

El muestreo estratificado es una forma de representación estadística que muestra cómo se comporta una característica o variable en una población a través de hacer evidente el cambio de dicha variable en subpoblaciones o estratos en los que se ha dividido.
Consiste en la división previa de la población de estudio en grupos o clases que se suponen homogéneos respecto a característica a estudiar y que no se solapen.
Según la cantidad de elementos de la muestra que se han de elegir de cada uno de los estratos, existen dos técnicas de muestreo estratificado:
1. Asignación proporcional: el tamaño de cada estrato en la muestra es proporcional a su tamaño en la población.
2. Asignación óptima: la muestra recogerá más individuos de aquellos estratos que tengan más variabilidad. Para ello es necesario un conocimiento previo de la población.

Por ejemplo, para un estudio de opinión, puede resultar interesante estudiar por separado las opiniones de hombres y mujeres pues se estima que, dentro de cada uno de estos grupos, puede haber cierta homogeneidad. Así, si la población está compuesta de un 55% de mujeres y un 45% de hombres, se tomaría una muestra que contenga también esa misma proporción.

## Otro ejemplo práctico
En general, el tamaño de la muestra en cada estrato se toma en proporción con el tamaño del estrato. Eso se llama asignación proporcional. Supóngase que en una empresa se encuentran los siguientes funcionarios:
- hombre, jornada completa: 90
- hombre, media jornada: 18
- mujer, jornada completa: 9
- mujer, media jornada: 63
- Total: 180

Se pide tomar una muestra de 40 personas, estratificada según las categorías anteriores.
El primer paso es encontrar el número total de funcionarios (180) y calcular el porcentaje de cada grupo.
- % hombre, jornada completa = 90 / 180 = 50%
- % hombre, media jornada = 18 / 180 = 10%
- % mujer, jornada completa = 9 / 180 = 5%
- % mujer, media jornada = 63 / 180 = 35%

Esto dice que nuestra muestra de 40:
- 50% debe ser hombre, jornada completa
- 10% debe ser hombre, media jornada
- 5% debe ser mujer, jornada completa
- 35% debe ser mujer, media jornada

- 50% de 40 es 20
- 10% de 40 es 4
- 5% de 40 es 2
- 35% de 40 es 14

Otra manera fácil sin necesidad de calcular el porcentaje es utilizar una regla de tres, esto es, multiplicar cada tamaño de grupo por el tamaño de la muestra y se dividen por el tamaño total de la población (tamaño de todo el personal):
- hombre, jornada completa = 90 x (40 / 180) = 20
- hombre, media jornada = 18 x (40 / 180) = 4
- mujer, jornada completa = 9 x (40 / 180) = 2
- mujer, media jornada = 63 x (40 / 180) = 14